# ببغاء طويل المنقار
ببغاء طويل المنقار أو ببغاء نحيل المنقار (الاسم العلمي: Enicognathus leptorhynchus)، نوع من الطيور المنتمية إلى جنس الضجرة وفصيلة الببغائية. وهو طائر متوسط القد. موطنه في أمريكا الجنوبية.